# The 3rd and the Mortal
I The 3rd and the Mortal, noti anche con il nome esteso The Third and the Mortal, sono un gruppo musicale norvegese fondato nel 1992 come band doom metal dalle tinte gotiche e folkloreggianti. Nel corso degli anni il gruppo ha abbandonato le suddette sonorità avvicinandosi all'avantgarde-rock e alla musica elettronica sperimentale.
Il loro contributo alla nascita del gothic metal con voce femminile è stato fondamentale ed innumerevoli sono i gruppi ispirati al loro stile, in particolar modo quello degli esordi.

## Storia del gruppo

### Gli esordi
Nati per volontà del batterista Rune Hoemsnes, i The 3rd and the Mortal ebbero fin dall'inizio un discreto successo grazie al loro mix di death doom metal, sonorità gotiche e folk. Un'enorme importanza nell'economia di questa originale proposta la ebbe la splendida voce del mezzo soprano Kari Rueslåtten che, in accordo con il resto del gruppo, riusciva ad evocare atmosfere malinconiche, struggenti e decadenti. Singolare era anche la formazione a sei membri caratterizzata dalla presenza contemporanea di ben tre chitarristi. Dopo una demo auto-intitolata, i The 3rd and the Mortal si fecero conoscere dal grande pubblico nel 1994 grazie all'EP Sorrow, edito dalla Voices of Wonder (etichetta norvegese che seguirà il gruppo in tutte le sue uscite future) e da molti considerato il loro apice compositivo. Nello stesso anno vede la luce anche l'album d'esordio, Tears Laid in Earth, da molti acclamato come capolavoro ed in cui si intravedono le prime sperimentazioni verso sonorità più avant-garde rock.
Ma anziché esplodere, il gruppo resta orfano della propria cantante che preferirà dedicarsi alla carriera solista e partecipando anche a progetti paralleli come gli Storm (poi rinnegati negli anni a seguire). Al suo posto verrà reclutata Ann-Mari Edvardsen.

### La sperimentazione
Con l'ingresso della Edvardsen il sound dei The 3rd and the Mortal comincia progressivamente ad allontanarsi dal mondo del Rock, avvicinandosi alla elettronica ed usufruendo anche di strumenti poco convenzionali come il trombone ed il didjeridoo. La voce della Edvardsen, che vanta un background di studi lirici, fa inizialmente storcere il naso al pubblico, ancora troppo legato alle note suadenti della Rueslåtten. Il loro primo lavoro con questa nuova formazione, Nightswan, ripercorre ancora le sonorità del disco d'esordio e solo l'anno successivo, con l'uscita del secondo disco intitolato Painting on Glass, il gruppo dimostra come sia capace di essere ispirato e libero da etichette musicali di convenzione. Il cantato, fino ad allora sempre impostato, si arricchisce qui di sovraincisioni ed improvvisazioni fonetiche al limite dell'eclettismo che mescolano sonorità oscure a toni psichedelici. Sulla stessa falsariga esce l'anno successivo In This Room e, così come successo in passato, il gruppo resta nuovamente senza voce. Ann-Mari Edvardsen lascerà difatti il gruppo nel 1996 per unirsi ai Tactile Gemma di Rune Sørgård, assieme alla sorella Monika (già negli Atrox).

### I giorni nostri
Dopo l'uscita della Edvardsen, lo zoccolo duro del gruppo continua a comporre in maniera alterna e fa uscire, dopo ben 5 anni dall'ultimo disco, il sorprendente Memoirs. L'album è composto da registrazioni vecchie e nuove che dovevano sancire lo scioglimento definitivo del gruppo. Questa volta si decide di affidarsi a Kirsti Huke dei Kirsti Huke Kvartett, il cui stile canoro è categorizzabile in un mix fra le due precedenti voci del gruppo. 
Il pubblico, come già successo in passato, storce nuovamente il naso dinanzi a questo nuovo lavoro, a differenza della critica che lo osanna. È l'originalità della proposta che colpisce, in più punti accostabile al Drum'n'Bass, al Trip hop e ad un'indefinibile Jazz elettronico.
La prova della Huke è magistrale, ma va notato come il gruppo nelle note di copertina abbia scelto di non inserirla tra i componenti del gruppo, come a voler indicarne la presenza quale turnista.
Per la prima volta i The 3rd and the Mortal fanno anche uso di cantato maschile, a cura di Andreas Elvenes, timbricamente assimilabile al David Bowie dei primi anni.
Dopo una raccolta di inediti nel 2004 il gruppo, considerato sciolto dai più, pubblica a sorpresa un lavoro quasi interamente dal vivo, Project Bluebook, in cui la Huke duetta in ogni brano con Elvenes.
A tutt'oggi non si hanno notizie certe sull'attività del gruppo e dei propri componenti.

## Formazione
- Finn Olav Holthe - chitarra e tastiere
- Geir Nilsen - chitarra e tastiere
- Trond Engum - chitarra
- Frank Stavem - basso
- Rune Hoemsnes - batteria e percussioni

### Non accreditati
- Kirsti Huke - voce
- Andreas Elvenes - voce

### Ex componenti
- Ann-Mari Edvardsen - voce e tastiere
- Kari Rueslåtten - voce e tastiere
- Bernt Rundberget - basso elettrico

## Discografia

### Demo
- 1993 - The 3rd and the Mortal

### Album in studio
- 1994 - Tears Laid in Earth
- 1996 - Painting on Glass
- 1997 - In This Room
- 2002 - Memoirs

### EP
- 1994 - Sorrow
- 1995 - Nightswan
- 2005 - Project Bluebook - Decade of Endeavour

### Singoli
- 1996 - Stream

### Raccolte
- 2004 - EP's and Rarities